# Mini DisplayPort
 (octobre 2014).
Si vous disposez d'ouvrages ou d'articles de référence ou si vous connaissez des sites web de qualité traitant du thème abordé ici, merci de compléter l'article en donnant les références utiles à sa vérifiabilité et en les liant à la section « Notes et références ».
Ne doit pas être confondu avec mini-DVI.
Précédent Suivant
Le Mini DisplayPort (MiniDP ou mDP) est une version miniaturisée de l'interface numérique audiovisuelle DisplayPort. Les fonctionnalités et signaux sont les mêmes.
Apple annonce le lancement du Mini DisplayPort en octobre 2008. En 2013, Apple installe ce port sur tous les nouveaux ordinateurs Macintosh : MacBook, MacBook Pro, MacBook Air, iMac, Mac mini, Mac Pro.
Le Mini DisplayPort est aussi installé sur des PC portables de fabricants tels que HP, Lenovo, Dell (Alienware), ASUS, Microsoft, Toshiba, MSI et Razer.
Contrairement à ses prédécesseurs Mini-DVI et Micro-DVI, le Mini DisplayPort est capable de supporter des résolutions jusqu'à 2560×1600 (WQXGA) dans la version 1.1, et 4096×2160 (4K) dans la version 1.2. Avec un adaptateur, le Mini DisplayPort peut se connecter à des appareils d'affichage avec une interface VGA, DVI, ou HDMI.
À partir de 2016, le connecteur Mini DisplayPort est progressivement retiré des nouvelles machines pour être remplacé par des connecteurs USB Type-C, qui intègrent, outre l'interface DisplayPort, des fonctions de transfert de données inhérentes à la norme USB, voire des fonctions d'alimentation électrique (un écran externe pouvant ainsi être alimenté et recevoir le flux vidéo par un seul câble).